# Jayne Mansfield
Jayne Mansfield (Bryn Mawr, 19. travnja 1933. – New Orleans, 29. lipnja 1967.), američka glumica .
Na filmu je debitirala 1955. godine epizodnim ulogama. Kao plavuša bujnog poprsja, odmah je postala zapažena. Proslavila se ulogama seks bombe - one podvrste koju je popularizirala Marilyn Monroe s naglaskom na priglupost tumačenog lika, simpatičnom karikiranju i autoparodiji. Takve uloge je ostvarila i u svojim najuspjelijim filmovima "Djevojka tu ne može pomoći" i "Vodič za oženjene muškarce". 
Nastupila je u oko 30 filmova. Unatoč uspjehu u javnosti, karijera joj je sredinom šezdesetih godina opadala. Nikada se nije oslobodila imidža praznoglave plavuše. A zapravo, Jane Mansfield mogla se pohvaliti zavidno visokim kvocijentom inteligencije, čak 163.
Poginula je u dobi od 35 godina kada se auto u kojem se vozila sudario s kamionom u blizini New Orleansa. 
Mati je američke glumice Mariske Hargitay.